# 私立山右大学
私立山右大学是曾位于山西省太原市的一所高等学校，校址在如今的太原市迎泽区山右巷。

## 历史沿革
1922年，太原学界张四科、赵希复等20余人发起举办私立山右大学。办学伊始，学校只有预科和中学。1925年招收法律本科和经济本科各一班，1926年招收政治本科，1927年和1928年续招法律本科，1928年设专门部，招收预科一班，先后共计学生400余人。1929年，学校与私立兴贤大学合并组建了私立并州大学。

## 校名由来
中国古代地图座北朝南，山西省地理位置在图上为太行山的右方，故称山西为山右。山右大学由此得名。而其所在地山右巷则得名于山右大学。